# Karel Havlíček Borovský
Karel Havlíček Borovský (n. 31 octombrie 1821, Havlíčkova Borová⁠(d), Vysočina, Cehia – d. 29 iulie 1856, Praga, Imperiul Austriac) a fost un scriitor, om politic și jurnalist ceh.
Adversar al absolutismului, a scris o lirică patriotică militantă, antifeudală și anticlericală.
Proza sa a fost inspirată după Gogol.
Este considerat fondator al jurnalisticii politice în Cehia.
În 1918 regimentul 9 de tir de infanterie nou format al diviziei a 3-a cehoslovace din Rusia a fost numit "Regimentul lui Karel Havlicek Borovský".

## Scrieri
- 1861: Elegii tiroleze ("Tyrolské elegie")
- 1870: Regele Lavra ("Král Lávra")
- 1877: Botezul Sfântului Vladimir ("Křest svatého Vladimira")
- 1953: Imagini din Rusia ("Obrazy z Rus").

A editat ziarul Narodni noviny (Știri naționale).